# Maßerweiterungssatz von Bierlein
Der Maßerweiterungssatz von Bierlein ist ein Resultat aus der Maßtheorie und der Stochastik über Erweiterungen von Wahrscheinlichkeitsmaßen.
Ein auf einer σ-Algebra definiertes Wahrscheinlichkeitsmaß wird auf eine größere σ-Algebra fortgesetzt, die von der ursprünglichen σ-Algebra und einer weiteren σ-Algebra erzeugt ist, die wiederum durch eine Familie von disjunkten Mengen aus der Grundmenge erzeugt ist.
Der Satz ist nach Dietrich Bierlein benannt, der 1962 die Aussage für abzählbare Familien bewies. Der allgemeine Fall wurde 1977 von Albert Ascherl und Jürgen Lehn gezeigt.

## Maßerweiterungssatz von Bierlein

### Einführung in die Problemstellung
Die Fortsetzung von Maßen ist ein wichtiges Thema in der Maßtheorie auf topologischen Räumen und auf Räumen mit einer Filtrationen. Es existieren einige Resultate für Maße, die gewisse Regularitätsbedingungen erfüllen, wie zum Beispiel die straffen Maße. Für allgemeine Maße sieht die Situation pessimistischer aus.
Sei {\displaystyle (X,{\mathcal {A}},\mu )} ein Wahrscheinlichkeitsraum und {\displaystyle {\mathcal {S}}\subset {\mathcal {P}}(X)} eine σ-Algebra, dann lässt sich {\displaystyle \mu } im Allgemeinen nicht auf {\displaystyle \sigma ({\mathcal {A}}\cup {\mathcal {S}})} fortsetzen. Wenn {\displaystyle {\mathcal {S}}} endlich ist, dann existiert eine Fortsetzung, doch wenn {\displaystyle {\mathcal {S}}} schon abzählbar unendlich ist, ist dies nicht immer möglich. Der Satz von Bierlein zeigt aber, dass es zumindest für disjunkte Familien immer möglich ist.
Zur Erinnerung: Man nennt ein Maß {\displaystyle \nu } auf einer σ-Algebra {\displaystyle {\mathcal {B}}\supset {\mathcal {A}}} eine Fortsetzung von {\displaystyle \mu }, wenn {\displaystyle \nu \vert _{\mathcal {A}}=\mu } gilt.

### Aussage
Der Maßerweiterungssatz von Bierlein lautet wie folgt:
Sei {\displaystyle (X,{\mathcal {A}},\mu )} ein Wahrscheinlichkeitsraum, {\displaystyle I} eine beliebige Index-Menge und {\displaystyle (A_{i})_{i\in I}} eine Familie von disjunkten Mengen aus {\displaystyle X}. Dann existiert eine Fortsetzung {\displaystyle \nu } von {\displaystyle \mu } auf {\displaystyle \sigma ({\mathcal {A}}\cup \{A_{i}\colon i\in I\})}.

### Eindeutigkeit
Bierlein lieferte zusätzlich ein Resultat zur Eindeutigkeit:
Sei {\displaystyle (X,{\mathcal {A}},\mu )} ein Wahrscheinlichkeitsraum, {\displaystyle {\mathcal {B}}\supset {\mathcal {A}}} eine σ-Algebra und {\displaystyle {\mathcal {A}}_{\mu }} die Vervollständigung von {\displaystyle {\mathcal {A}}} bezüglich {\displaystyle \mu }. Dann ist die Fortsetzung {\displaystyle \nu } von {\displaystyle \mu } auf {\displaystyle {\mathcal {B}}} eindeutig, wenn {\displaystyle {\mathcal {B}}\subset {\mathcal {A}}_{\mu }}.
Ascherl und Lehn zeigten eine Bedingung für Äquivalenz:
Zusätzlich soll für jede Menge {\displaystyle B\in {\mathcal {B}}} und jede Fortsetzung {\displaystyle \gamma _{B}} von {\displaystyle \mu } auf {\displaystyle \sigma ({\mathcal {A}}\cup \{B\})} eine Fortsetzung {\displaystyle \nu _{B}} von {\displaystyle \gamma _{B}} auf {\displaystyle {\mathcal {B}}} existieren. Dann und nur dann ist die Fortsetzung {\displaystyle \nu } von {\displaystyle \mu } auf {\displaystyle {\mathcal {B}}} eindeutig, wenn {\displaystyle {\mathcal {B}}\subset {\mathcal {A}}_{\mu }}.

### Varianten des Satzes
Zbigniew Lipecki bewies 1979 eine Variante des Satzes für gruppenwertige Maße, genauer für Maße der Form {\displaystyle \mu \colon {\mathcal {A}}\to G}, wobei {\displaystyle G} eine hausdorffsche topologische Gruppe ist.